# Parque fotovoltaico de Olmedilla de Alarcón
El parque fotovoltaico de Olmedilla de Alarcón es una gran planta fotovoltaica en Olmedilla de Alarcón (Cuenca) España. Cuando estuvo terminada en julio de 2008, era la planta de energía fotovoltaica más grande del mundo. La planta utiliza más de 270 000 paneles solares fotovoltaicos para generar 60 a 85 megavatios (pico).   Se produce electricidad suficiente para abastecer a más de 40 000 hogares.
La construcción de la planta costó € 384 millones (US $ 530 millones).
Olmedilla fue construido con paneles solares convencionales hechos con obleas de silicio.